# Labichea deserticola
Labichea deserticola är en ärtväxtart som beskrevs av James Henderson Ross. Labichea deserticola ingår i släktet Labichea och familjen ärtväxter. Inga underarter finns listade i Catalogue of Life.